# ElysiaJS
ElysiaJS (または Elysia) とは、Bun 向けの Web フレームワークである。 TypeScript による厳格な型チェックと、高いパフォーマンスを提供する。

## 概要
ElysiaJS では、以下のようにバックエンド API を Bun を用いて作成することができる。この場合、ルートにアクセスすることで JSON を得ることができる。
```
import
 
{
 
Elysia
 
}
 
from
 
'elysia'

const
 
app
 
=
 
new
 
Elysia
()

  
.
get
(
'/'
,
 
()
 
=>
 
{
 
hello
:
 
'world'
 
})

  
.
listen
(
3000
)

```

### パフォーマンス
ElysiaJS は、Express より 18 倍高速だとしている。これは、AOT により事前に最適化された JavaScript コードにコンパイルするからである。

### クライアント
ElysiaJS では、Eden という機能により、 TypeScript を用いた型安全なクライアントを使用できる。これにより、テストが容易になり、さらにブラウザ上でリクエストを送信することができる。